# Schwanstetten
Schwanstetten település Németországban, azon belül Bajorországban. Lakosainak száma 7310 fő (2023. december 31.).

## Népesség
A település népessége az elmúlt években az alábbi módon változott:
| Lakosok száma | 197  | 3251 | 2935 | 7297 | 7305 | 7330 | 7260 | 7289 | 7318 | 7310 |
|               | 1875 | 1970 | 1975 | 2011 | 2013 | 2014 | 2016 | 2019 | 2021 | 2023 |